# Rome Classic
De Rome Classic was een jaarlijks golftoernooi voor vrouwen in Italië, dat deel uitmaakte van de Ladies European Tour. Het toernooi werd opgericht in 1989 en het vond tot de laatste editie, in 1991, telkens plaats op de Olgiata Golf Club in de stad Rome.

## Winnaressen
Rome Classic
- 1989:  Sofia Gronberg

Valextra Classic
- 1990:  Florence Descampe
- 1991:  Laura Davies